# Piercia fumataria
Piercia fumataria är en fjärilsart som beskrevs av John Henry Leech 1897. Piercia fumataria ingår i släktet Piercia och familjen mätare. Inga underarter finns listade i Catalogue of Life.